# Округ Саливан (Пенсилванија)
Округ Саливан (енгл. Sullivan County) је округ у америчкој савезној држави Пенсилванија.

## Демографија
По попису из 2010. године број становника је 6.428, што је 128 (-2,0%) становника мање него 2000. године.
| Група             | 2000.         | 2010.         |
| Белци             | 6.239 (95,2%) | 6.089 (94,7%) |
| Афроамериканци    | 144 (2,2%)    | 168 (2,6%)    |
| Азијати           | 10 (0,2%)     | 20 (0,3%)     |
| Хиспаноамериканци | 72 (1,1%)     | 92 (1,4%)     |
| Укупно            | 6.556         | 6.428         |